# لیمه سرا
لیمه سرا، روستایی از توابع بخش چابکسر شهرستان رودسر در استان گیلان ایران است.

## جمعیت
این روستا در دهستان اوشیان قرار دارد و براساس سرشماری مرکز آمار ایران در سال ۱۳۸۵، جمعیت آن ۱۳۶ نفر (۳۹خانوار) بوده‌است.